# Senador Vasconcelos
Senador Vasconcelos és un barri de la Zona Oest del municipi de Rio de Janeiro. Limita amb els barris de Campo Grande, Santíssimo i Senador Camará.
El seu IDH, l'any 2000, era de 0,802, el 90 millor del municipi de Rio.

## Història
La regió formava part del traçat de la Carretera Reial de Santa Cruz. La seva història es confon amb la del barri de Campo Grande, limitant amb les hisendes de les Capoeiras i del Lameirão. Més tard, per aquí va passar l'antiga carretera Rio-São Paulo que, amb un viaducte, passava sobre la línia fèrria del ramal de Mangaratiba (actual de Santa Cruz), on va ser instal·lada, el 1914, l'estació Senador Augusto Vasconcelos, en homenatge a un senador federal, que va donar, també, nom al barri. Com a curiositat, a prop de l'església de São Pedro, a l'avinguda de Santa Cruz, existeix una fonda on l'emperador Dom Pedro I acostumava a pernoctar per trobar-se amb la seva amant en els seus viatges a la Hisenda Real de Santa Cruz.

## Dades
El barri de Senador Vasconcelos forma part de la regió administrativa de Campo Grande. Els barris integrants de la regió administrativa són: Campo Grande, Cosmos, Inhoaíba i Senador Vasconcelos.
La denominació, delimitació i codificació del barri va ser establerta pel Decret Nº 3158, de 23 de juliol de 1981 amb alteracions del Decret Nº 5280, de 23 d'agost de 1985.